# ЗІЛ (станція МЦК)
ЗІЛ (рос. ЗИЛ) — пасажирська платформа Московської залізниці, що є зупинним пунктом міського електропоїзда — Московського центрального кільця. В рамках транспортної системи Московського центрального кільця позначається як «станція», хоча фактично власне не є залізничною станцією через відсутність колійного розвитку. Розташована в межах вантажної станції «Кожухово». Поруч розташовано спортивний комплекс «Парк Легенд» і ведеться будівництво житлових будинків на місці автозаводу «ЗІЛ». На станції заставлено тактильне покриття. 
Станція розташована далеко від однойменної платформи Павелецького напрямку і не є пересадковою на неї.

## Пересадки
- Автобуси: м9, 766, с790, 831, S1